# Programmeret læring
Programmeret læring er en undervisningsmetode, hvor det faglige indhold (læringsstoffet) er kaldt Programmeret lærestof. Metoden er bl.a. udviklet af behavioristen B.F. Skinner. Formålet med programmeret læring er, ifølge B.F. Skinner, at gennemføre læring under kontrollerede forhold.

## Metode
Metoden er kendetegnet ved at eleven arbejder alene, i eget tempo og med henblik på at opnå et bestemt fagligt niveau. Indlæringen sker i små trin (frames). Efter hvert trin får eleven et spørgsmål (en lille prøve) om det gennemgåede. Når eleven selv har kontrolleret, at svaret er rigtigt, kan denne gå videre til næste trin. Det særlige træk ved metoden er, at læringsindholdet er udviklet i et lineært forløb, der skal følges for at opnå den forventede effekt.

## Programmeret læring i forsvaret
De fleste danskere, der har aftjent deres værnepligt i forsvaret, har gennemført såkaldte Programmerede Undervisningsprogrammer, der er konstrueret efter B.F. Skinners teorier. Programmerne anvendes stadig som supplement til den praktiske undervisning, der gennemføres i værnepligtstiden.